# Митюково (Антроповский район)
Митюково — деревня в Антроповском муниципальном районе Костромской области России. Входит в состав Котельниковского сельского поселения

## География
Находится в центральной части Костромской области на расстоянии приблизительно 43 километра на юг-юго-запад по прямой от посёлка Антропово, административного центра района.

## История
В XIX — начале XX века деревня относилась к Галичскому уезду Костромской губернии. В 1907 году здесь было отмечено 22 двора.

## Население
Постоянное население составляло 101 человек (1897 год), 94 (1907), 11 в 2002 году (русские 100 %), 1 в 2022.